# Caroline Desbiens
Pour les articles homonymes, voir Desbiens.
Caroline Desbiens est une femme d'affaires, auteure-compositrice-interprète et femme politique canadienne, née à l'île aux Coudres,.
Lors des élections fédérales canadiennes du 21 octobre 2019, elle a été élue députée de la circonscription de Beauport—Côte-de-Beaupré—Île d'Orléans—Charlevoix à la Chambre des communes du Canada sous la bannière du Bloc québécois.

## Biographie

### Jeunesse
Caroline Desbiens est née à l'île aux Coudres, où ses parents tiennent un hôtel, l'Hôtel du Capitaine, fondé en 1961, dans lequel elle travaille dans sa jeunesse. Son grand-père est capitaine et navigue sur le fleuve Saint-Laurent.
Lorsque le cinéaste Pierre Perrault filme sa « Trilogie de L’Isle-aux-Coudres », il s'installe sur l'île, et Caroline devient très proche de son épouse Yolande Perrault, archéologue décédée en 2019, qu'elle décrit comme « une deuxième mère pour elle ».
Elle étudie les relations industrielles à l'Université Laval, après avoir abandonné des études françaises, faute de débouchés. Après son baccalauréat, elle étudie en littérature et communication.

### Chanson
Caroline Desbiens se découvre au sortir de ses études un intérêt pour la chanson, en tant qu'auteure-compositrice-interprète, où elle aborde des thèmes patriotiques comme « le fleuve, le patrimoine et les gens d'ici ». Elle travaille à l'hôtel familial, où elle chante également,. Elle écrit ses premiers textes en 1989, sur invitation de Jacques Cossette.
Elle remporte en août 1995 un Premier Prix de la chanson francophone sur la mer à Saint-Malo, et se voit proposer un contrat de maison de disque, qu'elle refuse pour garder son authenticité. Elle s'aperçoit par la suite que le succès en tant qu'indépendant est difficile. Elle participe la même année au Festival de Pully en Suisse avec le groupe vocal Café-Café.
Robert Charlebois et Robert Lepage lui confient en 1999 le rôle de Clary de Vaudreuil, dans la comédie musicale Jean-sans-nom, inspirée du roman de Jules Verne Famille-Sans-Nom,.
Elle sort par la suite son premier album Sortir de l'eau en 2002. Interviewée en 2009, elle indique travailler sur un nouveau projet d'album Chansons sur toile, non sorti[réf. souhaitée]. Elle rend un hommage en 2014 à Félix Leclerc dans son titre L'arbre a 100 ans et prépare un nouvel album de 6 titres, intitulé J'habite un fleuve. En Juin 2014, à l'occasion d'une fête organisée à Paris pour la Fête nationale du Québec, elle chante aux côtés de Marie-Élaine Thibert.
En 2018, elle effectue une tournée en Suisse aux côtés de Nadine Turbide et participe à un hommage à Luc Plamondon,.
Parallèlement à sa carrière de chanteuse, elle s'occupe également de l'hôtel familial.

### Parcours en politique
Très tôt intéressée par la politique, elle décrit son père comme « extrêmement politisé sans être un partisan ». Liée d'amitié avec Alexis Brunelle-Duceppe, connu via Vincent Graton avec lequel elle collabore pour un album de chanson, elle se lance en politique en même temps qu'Alexis se présente à un mandat électoral.
Lors des élections fédérales canadiennes de 2019, elle est élue députée de la circonscription de Beauport—Côte-de-Beaupré—Île d'Orléans—Charlevoix à la Chambre des communes du Canada sous la bannière du Bloc québécois avec 36,4%, et succède ainsi à Sylvie Boucher. Elle se voit confier par le BQ la responsabilité des dossiers arts et culture, relevant du ministre du Patrimoine canadien.

## Opinions
Caroline Desbiens a affirmé en 2016 admirer la femme politique d'extrême-droite Marine Le Pen, dans la mesure où celle-ci «défend une ligne de pensée envers et contre tous qui amène un choc des idées». Elle présente des excuses en octobre 2019 pour ces propos. Appelé à réagir, notamment par la candidate libérale Manon Fortin, les organes de son parti décident de ne pas l'exclure de la campagne électorale, tandis que le chef du Bloc québécois joint ses excuses à celles de la candidate.
En décembre 2013, lors du débat sur la Charte des valeurs du gouvernement péquiste, elle s'affiche ouvertement en faveur d'une loi sur la laïcité afin d'éviter que « dans quelques années, vos filles, petites filles et arrière petites filles soient obligées de se mettre un voile sur la tête pour aller faire des courses chez IGA sous peine de se voir jeter en prison ». Ces propos ont depuis été qualifiés d'islamophobe par le Centre de prévention de la radicalisation menant à la violence.
Elle souhaite faciliter l'attribution et le renouvellement de permis de travail pour les travailleurs étrangers. Dans un entretien en janvier 2020, elle déclare « On aimerait que tous les nouveaux arrivants parlent français ».

## Discographie
Singles
- 1999 : Seule au monde (Jean-Sans-Nom), CD promo chez GSI Musique[19]

Albums
- 2002 : Sortir de l'eau[7]